# リニア (Vライバー事務所)

## Vライバー事務所 リニア（Linear）
リニア（Linear）は、エンターファンズが運営するVライバー（バーチャルライバー）事務所である。所属Vタレント1,500名以上を擁し、日本最大級の規模を誇るとされている。

### 概要
リニアは17LIVE、IRIAM、TikTok LIVE、REALITYなど複数プラットフォームで活動するVタレントを多数擁しており、幅広い配信支援体制を整えている。

### 公式キャラクター
2024年12月16日の公式サイトリニューアルに合わせて、新たにオリジナルの公式キャラクター「成瀬 爽」「波來 いちか」がデビューし、今後のイベントや配信等での展開が予定されている。

### 特典・サポート制度
公式サイトによれば、リニアでは所属Vタレントに向けて以下のようなサポートを提供している（2024年11月時点）：
- アバター制作費の全額事務所負担
- オリジナルグッズ作成支援
- ビジュ変やSDイラスト、サムネイル・背景画像等のデザイン制作サポート
- 他の配信者による講習の実施

### 公平な所属制度
業界ナビサイトによれば、リニアではオーディション不要で誰でも平等に所属機会が得られる制度を設けており、登録料や手数料などの費用も一切かからないシステムが整備されていると紹介されている。

### 所在地・運営体制
公式発表によると、リニアの事務所所在地は東京都渋谷区千駄ヶ谷5-27-5 WeWorkリンクスクエア新宿16F、事務所代表は石井翔氏である。